# Mirepoix

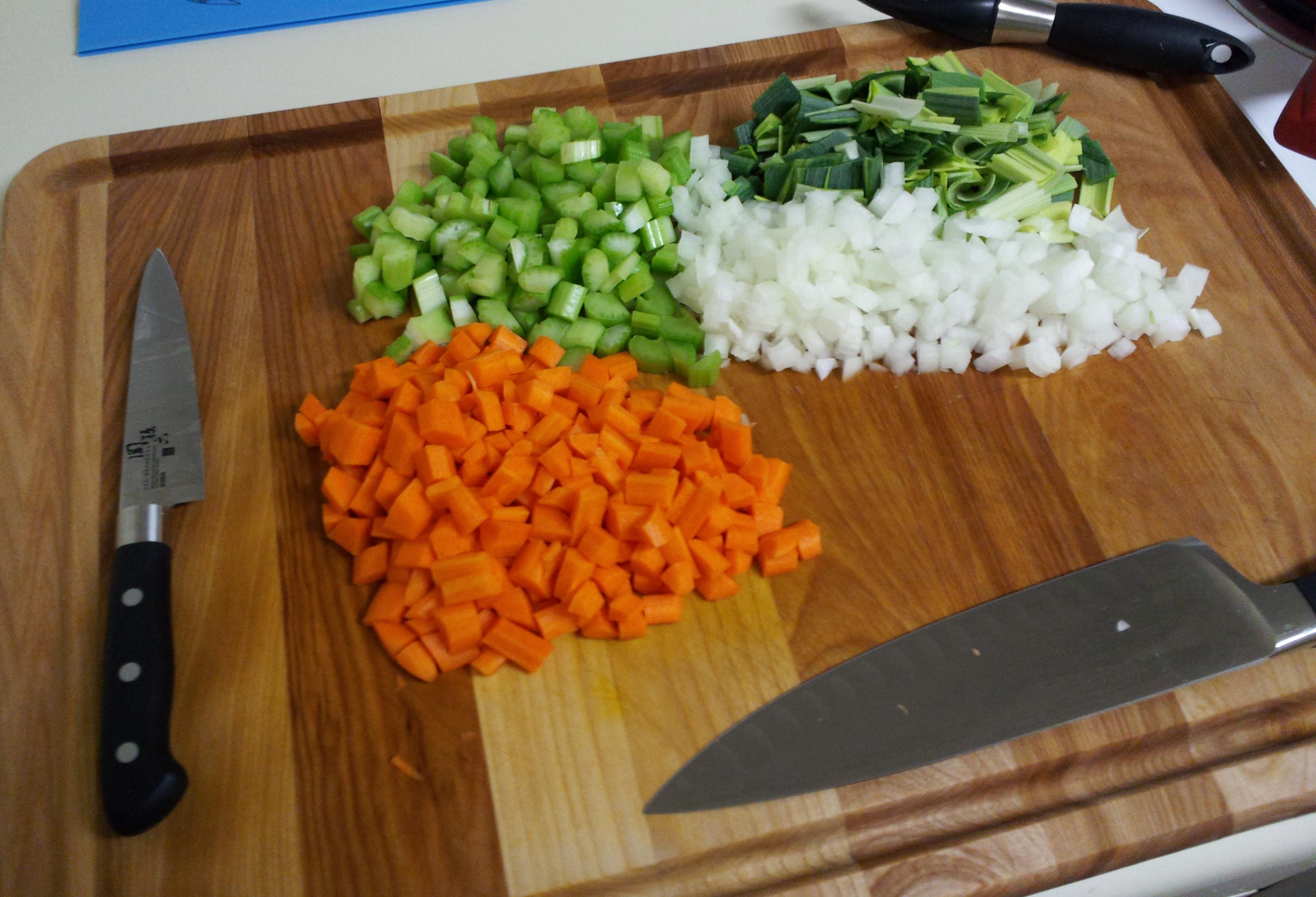
Mirepoix negătit pe un tocător, cu adaos de praz

Mirepoix (/mɪərˈpwɑː/) este un amestec de legume tăiate cubulețe și gătite cu grăsime (de obicei în unt) la foc mic si pentru o perioada îndelungată, fără a obține colorare sau rumenire. Ingredientele nu sunt sotate sau fierte, deoarece intenția este să le îndulcească mai degrabă decât să le caramelizeze. Mirepoix este o parte foarte importantă din bucătăria franceză și este baza de arome pentru o mare varietate de feluri de mâncare, precum fonduri, supe, tocane și sosuri.
Când mirepoix-ul nu este gătit în prealabil, legumele pot fi tăiate la o dimensiune mai mare, în funcție de timpul total de gătire al preparatului final. De obicei, amestecul de legume conține ceapă, morcovi și țelină (fie tulpină sau rădăcina), cu raportul tradițional fiind de 2:1:1 - două părți ceapă, o parte morcov și o parte țelină. Gătirea ulterioară, prin adiția piureului de roșii, creează un amestec maro închis numit pinçage.
Baze de aromă similare includ italianul soffritto, spanoilul și portughezul sofrito/refogado(ceapă, usturoi și roșii brezate), o variantă din regiunea Mării Mediterane de Est și Balcani cu pastă de roșii în loc de roșii proaspete, germanul Suppengrün (praz, morcovi și țelină), poloneza włoszczyzna (praz, morcovi, țelină și rădăcină de pătrunjel), smazhennya rusă/ucraineană sau zazharka (ceapă, morcov și eventual țelină, sfeclă sau piper), Sfânta Treime Cajun/Creolă din Statele Unite (ceapă, țelină și ardei gras) și, eventual, duxelles franțuzești (ciuperci și adesea ceapă sau eșalotă și ierburi, reduse la o pastă).

## Istorie
Deși tehnica de gătit este probabil mai veche, cuvântul mirepoix datează din secolul al XVIII-lea și derivă, la fel ca multe alte denumiri din bucătăria franceză, de la angajatorul aristocratic al bucătarului creditat cu stabilirea și stabilizarea acestuia: în acest caz, Charles-Pierre-Gaston François de Lévis, duc de Lévis-Mirepoix (1699–1757), mareșal și ambasador francez și membru al familiei nobiliare de Lévis, lorzi ai Mirepoix în Languedoc (azi în departamentul Ariège) din secolul al XI-lea. Potrivit lui Pierre Larousse (citat în The Oxford Companion to Food), ducele de Mirepoix era „un individ incompetent și mediocru... care își datora averea imensă afecțiunii pe care Ludovic al XV-lea o simțea față de soția sa și care avea doar o singură pretenție la faimă: și-a dat numele unui sos făcut din tot felul de carnuri și o varietate de condimente”. 
Termenul nu este întâlnit în mod regulat în textele culinare franceze până în secolul al XIX-lea, așa că este greu de știut ce fel de mâncare à la mirepoix era în Franța secolului al XVIII-lea. Antoine Beauvilliers de exemplu, în 1814, oferă o scurtă rețetă pentru un Sauce à la Mirepoix care este un fond untos, dantelat cu vin, ornat cu un amestec aromat de morcovi, ceapă și un bouquet garni. Marie-Antoine Carême, în 1816, dă o rețetă similară, numind-o simplu „Mire-poix”. Până la mijlocul secolului al XIX-lea, Jules Gouffé se referă la mirepoix ca „un termen folosit atât de mult timp încât nu ezit să-l folosesc aici”. Mirepoix-ul său este enumerat printre esențe și, într-adevăr, este un amestec de carne (gătit cu două sticle de Madeira), care, la fel ca toate celelalte esențe, a fost folosit pentru a îmbogăți multe sosuri clasice. Până la sfârșitul secolului al XIX-lea, mirepoix-ul și-a căpătat sensul modern. Joseph Favre, în Dictionnaire universel de cuisine (c. 1895, retipărit în 1978), folosește termenul pentru a descrie un amestec de șuncă, morcovi, ceapă și ierburi folosit ca condiment aromatic la prepararea sosurilor sau la brezarea cărnii. Matignon este foarte asemănător cu mirepoix-ul, cu excepția faptului că matignon este conceput pentru a fi adus la masă și mâncat împreună cu felul principal sau singur.
Conform Larousse Gastronomique din 1938, un mirepoix poate fi preparat au gras (cu carne) sau au maigre (fara carne). Mirepoix au maigre se numește uneori brunoise (deși, strict vorbind, acest termen desemnează mai exact tehnica de a tăia cuburi cu un cuțit). Mirepoix au gras conține cubulețe de șuncă sau burtă de porc ca ingredient suplimentar. Combinații similare, atât în interiorul, cât și în afara repertoriului culinar francez, pot include praz, păstârnac, usturoi, roșii, eșalotă, ciuperci, ardei gras, ardei iute și ghimbir, în conformitate cu cerințele bucătăriei regionale sau cu instrucțiunile bucătarului sau cu rețeta. Analogul soffritto (adesea conținând pătrunjel) stă la baza multor mâncăruri tradiționale din bucătăria clasică italiană, iar sofrito servește un scop similar în bucătăriile spaniole. În bucătăria cajun și creolă, mirepoix sau (în mod jolos așa-numita) „sfânta treime” este o combinație de ceapă, țelină și ardei gras.
Tradițional, raportul de greutate pentru mirepoix este de 2:1:1 pentru ceapă, țelină și morcovi; raportul dintre oase și mirepoix pentru fond este de 10:1. Când faceți un fond alb sau fond blanc, păstârnacul se folosește in loc de morcovi pentru a menține culoarea palidă.

## Versiuni internaționale

### Suppengrüngerman
Suppengrün pronunție în germană [ˈzʊpm̩ˌɡʁyːn] înseamnă „supă verde” în germană; echivalentul olandez este soepgroente. Verdețurile pentru supă vin de obicei într-un pachet și constă dintr-un praz, un morcov și o bucată de țelină. De asemenea, pot conține pătrunjel, cimbru, frunze de țelină, rutabaga (suedez), rădăcină de pătrunjel și ceapă. Amestecul depinde de tradițiile regionale, precum și de rețetele individuale. Legumele folosite sunt rădăcini de climă rece și bulbi cu durată lungă de valabilitate. Suppengrün acționează ca ierburi și conferă arome consistente și puternice supei sau sosului, oferind o piedică pentru alte ingrediente cu gust puternic, cum ar fi mazărea și fasolea uscată sau friptura. Bucăți mari de legume sunt gătite lent pentru a face supe și fonduri aromate și sunt aruncate atunci când și-au lăsat cea mai mare parte din aromă. Suppengrün tocat fin se rumenesc în grăsime și se folosesc ca bază pentru un sos finit. Legumele pot fi, de asemenea, gătite suficient de mult până când se desfășoară și pot deveni parte din sos sau pot fi făcute piure pentru a forma sosul.

### Soffrittoitalian
În bucătăria italiană, într-un anumit tip de soffritto, ceapa, morcovii si țelina sunt tocate pentru a forma un battuto, și apoi sunt gătite lent în unt sau ulei de măsline, devenind soffritto. Este folosit ca bază pentru majoritatea sosurilor de paste, cum ar fi ragù (ragout), dar ocazional poate fi folosit ca bază pentru alte feluri de mâncare, cum ar fi legumele sotate. Din acest motiv, este o componentă fundamentală în bucătăria italiană. Poate conține usturoi, eșalotă sau praz.
Potrivit restauratorului italian Benedetta Vitali, soffritto înseamnă „prăjit” și îl descrie ca „un preparat din legume tocate și ușor rumenite, nu un fel de mâncare în sine”. La un moment dat a fost numit „ragout fals”, deoarece se credea că amintește vag de aroma sosului de carne.

### Polonezawłoszczyzna

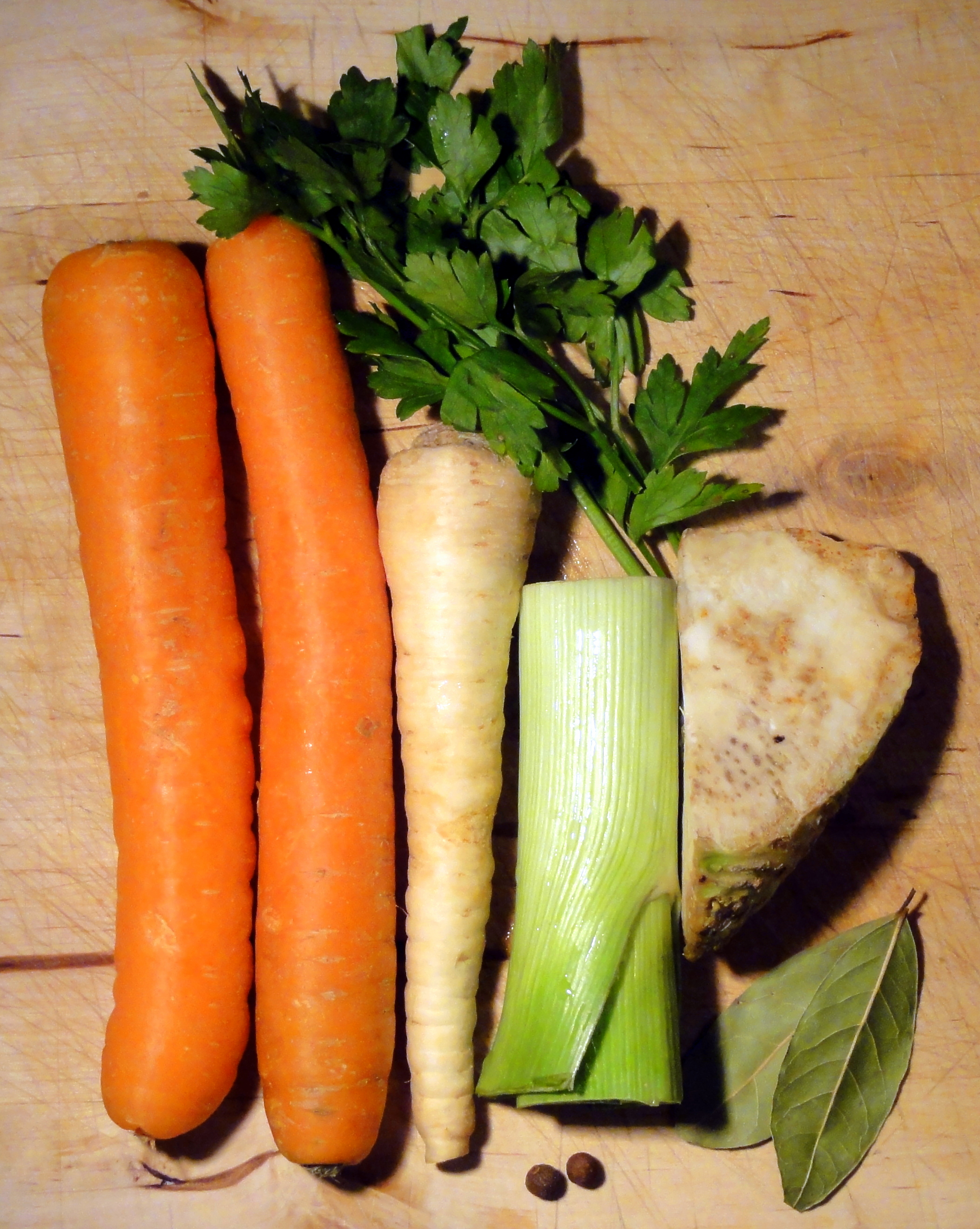
Un set tipic de verdețuri de supă, cunoscut sub numele de włoszczyzna, folosit în bucătăria poloneză: morcovi, rădăcină și frunze de pătrunjel, praz și țelină. Sunt prezentate și frunze de dafin și boabe de ienibahar.

Włoszczyzna [vwɔʂˈt͡ʂɨzna] este cuvântul polonez pentru supă de legume sau verdeață. Cuvântul înseamnă „lucruri italiene”, deoarece a fost introdus în bucătăria poloneză de regina Bona Sforza, care era italiană și s-a căsătorit cu regele polonez Sigismund I cel Bătrân în 1518. Un włoszczyzna conține morcovi, păstârnac sau rădăcină de pătrunjel, rădăcină de țelină sau țelină, praz și frunze de varză albă și, uneori, frunze de țelină și pătrunjel cu frunze plate. Cea mai tipică combinație ambalată constă în rădăcină de țelină, rădăcină de pătrunjel, morcovi și praz. Włoszczyzna este de obicei tăiat la dimensiune uniformă și fiert pentru a forma o bază de aromă pentru supe și tocane.